# Thomas O. Moore
Thomas Overton Moore (Contea di Sampson, 10 aprile 1804 – Alexandria, 25 giugno 1876) è stato un politico statunitense.

## Biografia
Originario della Carolina del Nord, si trasferì presto verso ovest, prima in Tennessee dal nonno Thomas Overton, e poi in Louisiana dallo zio Walter H. Overton, per occuparsi delle enormi proprietà di famiglia, tanto che già nel 1830 era uno dei più grandi proprietari terrieri degli Stati del Sud con più di 2000 acri di terra a suo nome.
Entrato in politica, fino ai tardi anni 1850 servì nel parlamento statale, per poi essere il candidato del Partito Democratico alle elezioni governatoriali del 1859. Pare che Moore non fosse entusiasta della cosa e che non facesse neanche una vera e propria campagna elettorale, venendo comunque eletto nuovo governatore della Louisiana senza opposizione nonostante si fosse appositamente assentato dallo Stato per auto-sabotare la propria candidatura.
Sostenitore del diritto all'auto-determinazione del Sud degli Stati Uniti, fu uno dei principali propugnatori della secessione e della formazione degli Stati Confederati d'America, tanto che rilasciò il decreto di secessione il 25 gennaio 1861 e fornì 8000 uomini al neocostituito esercito confederato nonostante i soli 3000 richiesti a Stato. L'indipendenza della Louisiana fu tuttavia di breve durata, poiché già nel 1862 cominciò la riconquista nordista con la battaglia di New Orleans. Persa la parte meridionale dello Stato, Moore venne dichiarato decaduto dal governo di Washington e formalmente sostituito dal generale George M. Shepley, pur continuando a mantenere il controllo sulla Louisiana centro-settentrionale. Per tentare di rallentare l'avanzata nemica Moore ordinò di usare la tattica della terra bruciata, devastando così la Louisiana.
Dopo la fine del suo mandato nel 1864, capendo l'imminenza della sconfitta confederata nella guerra civile americana, fuggì prima in una sua proprietà in Texas, poi riparò in Messico e a Cuba. Rimase latitante fino al novembre 1865, quando il presidente degli Stati Uniti Andrew Johnson lo amnistiò dietro richiesta dell'amico William T. Sherman, e poté allora rientrare in Louisiana. Moore visse i successivi dieci anni tentando di ricostruire il suo patrimonio, distrutto dalla guerra, morendo nel 1876.